# 銀座站 (香港)
銀座站（英語：Ginza Stop）是港鐵輕鐵站，處於香港新界元朗天水圍新市鎮的天城路與天龍路交界，在+WOO 嘉湖商場外。車站編號是455，屬於單程車票第4收費區，車站名稱來自+WOO 嘉湖的舊稱「嘉湖銀座」。
該站是全港港鐵車站唯一英文站名以日語發音命名。亦是整個港鐵網路中，唯一英文站名含有「z」字的車站。
該站是輕鐵系統中唯二車廂內設有普通話報站的車站之一（另一個為濕地公園站）。

## 車站構造

### 車站樓層
| 地面              | 出口 | 置富嘉湖、嘉湖海逸酒店 |   |  |
| 地面              | 月台 | \| 側式 · 開左邊车门 \| \| \| \| \| \| \| \| 輕鐵705綫天水圍循環綫（天榮） 輕鐵751綫往天逸（天榮） 輕鐵751P綫往天逸（天榮） \| 1 \| \| \| \| 2 \| 輕鐵706綫天水圍循環綫（天湖） 輕鐵751綫往友愛（天湖） 輕鐵751P綫往天水圍（天湖） \| \| \| \| 側式 · 開左邊车门 \| \| \| \| \| |   |  |
| 地面              | 出口 | 天城路 |   |  |
| 側式 · 開左邊车门 |      | |   |  |
|                   |      | 輕鐵705綫天水圍循環綫（天榮） 輕鐵751綫往天逸（天榮） 輕鐵751P綫往天逸（天榮） | 1 |  |
|                   | 2    | 輕鐵706綫天水圍循環綫（天湖） 輕鐵751綫往友愛（天湖） 輕鐵751P綫往天水圍（天湖） |   |  |
| 側式 · 開左邊车门 |      | |   |  |

### 車站周邊
- 置富嘉湖
- 嘉湖海逸酒店
- 嘉湖山莊麗湖居
- 嘉湖山莊美湖居
- 嘉湖山莊景湖居
- 天水圍公園
- 天柏路公園
- 天水圍天主教小學
- 香港管理專業協會羅桂祥中學

## 外部連結
- 港鐵公司－輕鐵街道圖 （页面存档备份，存于）
- 港鐵公司－輕鐵行車時間表 （页面存档备份，存于）